# Léonard Saurfelt
Léonard Saurfelt, né le 19 décembre 1823 à Paris où il est mort le 3 avril 1899, est un peintre français.

## Biographie
Léonard Saurfelt est le fils de Thomas Saurfelt (1787-1866), peintre en décor, et d'Antoinette Françoise Josset, blanchisseuse.
Il expose au Salon de 1864 à 1877.
Il vit quelque temps à La Varenne-Saint-Maur puis revient à Paris.
Il meurt célibataire à son domicile de la rue Trousseau à l'âge de 75 ans.

## Œuvres exposées aux Salons
- Un Marché normand au Salon de 1864
- Un Marché d’autrefois en Normandie au Salon de 1865
- Laveuses au bord de la Marne au Salon de 1867
- Vadé à la halle au Salon de 1868
- Marché de Maëstricht (Hollande) au Salon de 1877 (Toulouse)